# David Keilin
David Keilin (Mosca, 1887 – Cambridge, 1963) è stato un biologo russo.
Direttore del Molteno Institute di Cambridge dal 1931 al 1952, dal 1928 fu membro della Royal Society. Nel 1931 fu il successore di George Nuttall che aveva fondato l'Istituto.
A lui si deve la scoperta dei citocromi, particolari enzimi trasportatori di ossigeno che intervengono nella catena di trasporto finale della respirazione cellulare.